# Johan Göran Berger
Johan Göran Berger född 7 november 1778 på Brunnsgården, Biskopsberga i Allhelgona socken, död 25 december 1856 i Stockholm, var en svensk kompositör och militär (major). 

## Biografi
Johan Göran Berger var son till rusthållaren och kommissionslantmätare Bengt Berger och Christina Catharina Älf. Han var major vid Smålands husarregemente.
Han var från 1817 gift med författaren Charlotta Berger. Två år efter vigseln tog han avsked från sin tjänst i militären, för att efterträda fadern i Biskopsberga som lanthushållare. Paret flyttade 1844 till Linköping. Efter hustruns död flyttade Berger till Stockholm där han bodde till sin död 1856.
Han har tonsatt flera av hustruns dikter varav den mest kända är Kors på Idas grav.